# Менджанган (остров)
Менджанган (индон. Pulau Menjangan; балийск. ᬧᬸᬮᭀᬫᭂᬜ᭄ᬚ᭄ᬭᬗᬦ᭄) — остров в составе Индонезии, расположенный примерно в 1 км к северу от западной оконечности острова Бали. Административно относится к району Герокгак округа Булеленг провинции Бали. Омывается морем Бали.
Менджанган имеет условно овальную форму: с запада на восток вытянут на 2,8 км, максимальный размер по линии север-юг — 0,8 км. Является отдалённой частью национального парка Бали-Барат. Ближайшие крупные населенные пункты, из которых несложно попасть на остров — Сингараджа и Баньюванги (там же находится ближайший аэропорт).
Слово менджанган с балийского и яванского языков языков переводится как олень. Это название острову было дано аборигенами, которые отметили, что здесь обитает множество диких оленей.
Поверхность острова преимущественно представляет собой песок и сухой дёрн. На западной оконечности острова есть причал, в глубине острова выстроены три небольших индуистских храма, в которых проживают шестнадцать монахов (информация 2024 года). На берегу возведена большая белая статуя бога Ганеши. Из фауны Менджангана можно выделить: дикие олени, дикие кролики, вараны, дикие курицы.
Остров является туристической достопримечательностью, особенно для дайверов, так как здесь находится один из наиболее хорошо сохранившихся коралловых рифов в этом районе. На острове нет ресторанов, кафе, гостиниц и банкоматов.

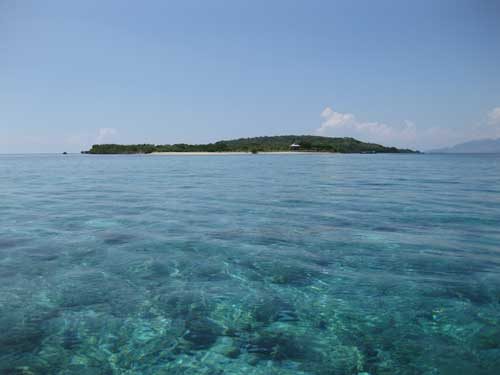
Вид на остров с запада
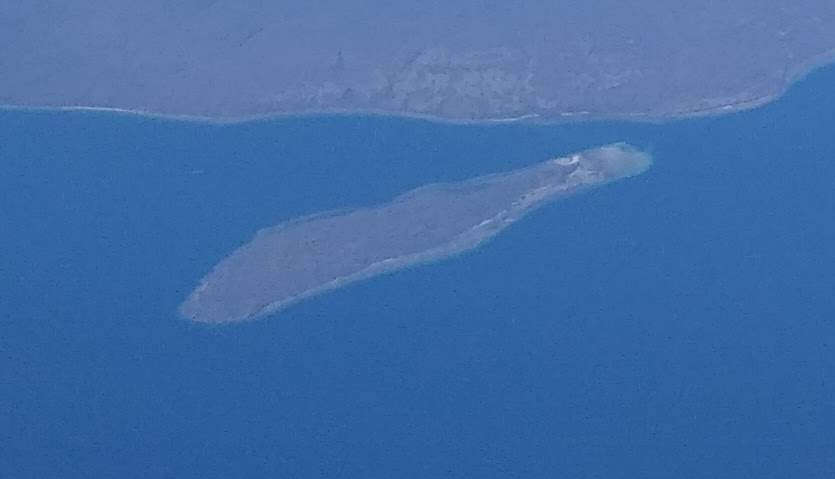
Вид на остров с самолёта
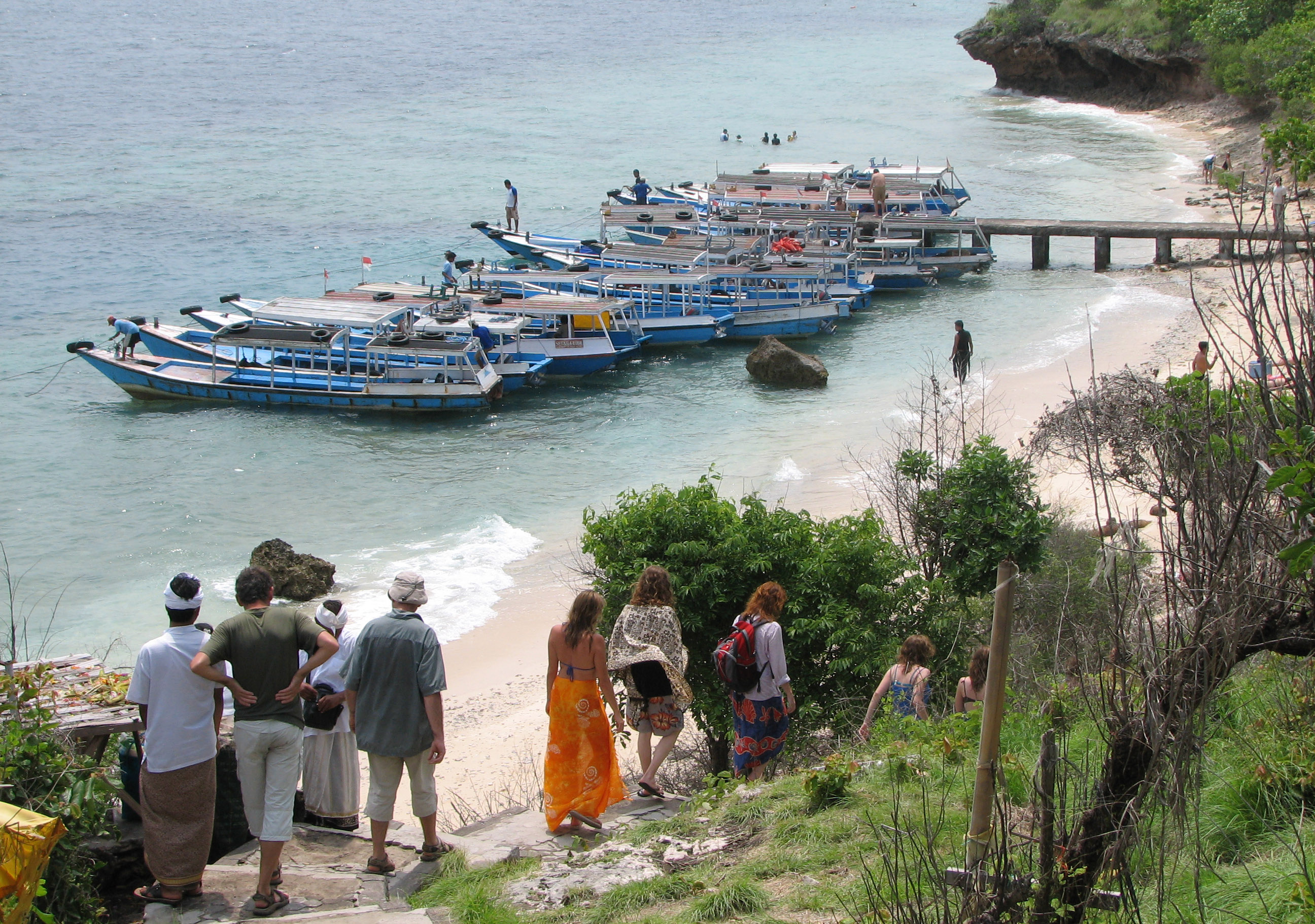
Причал острова и туристы
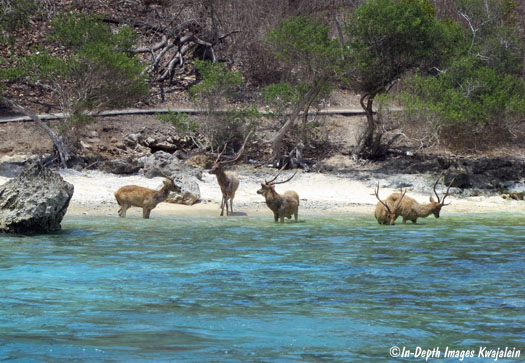
На острове обитает множество диких оленей
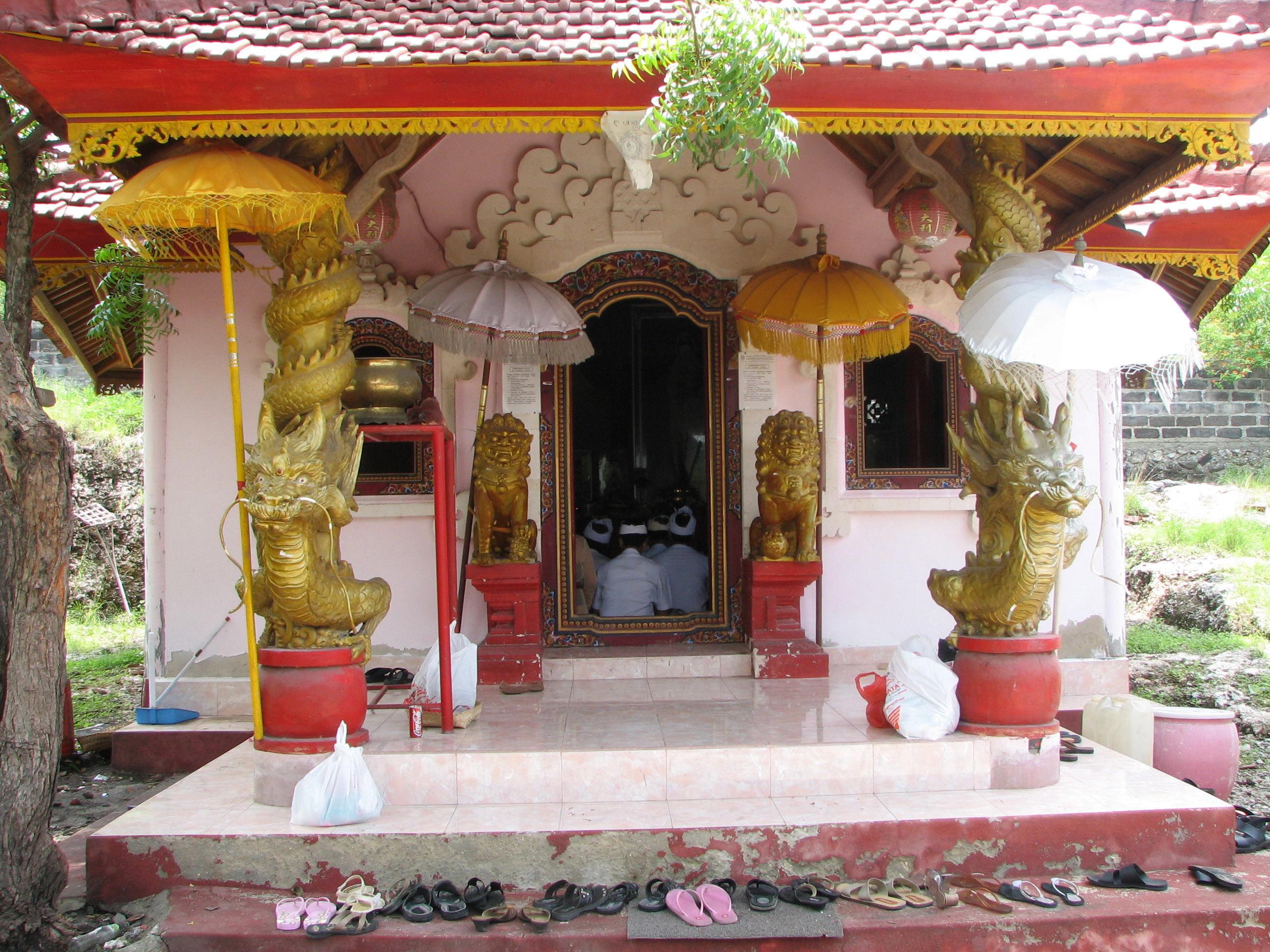
Один из храмов острова
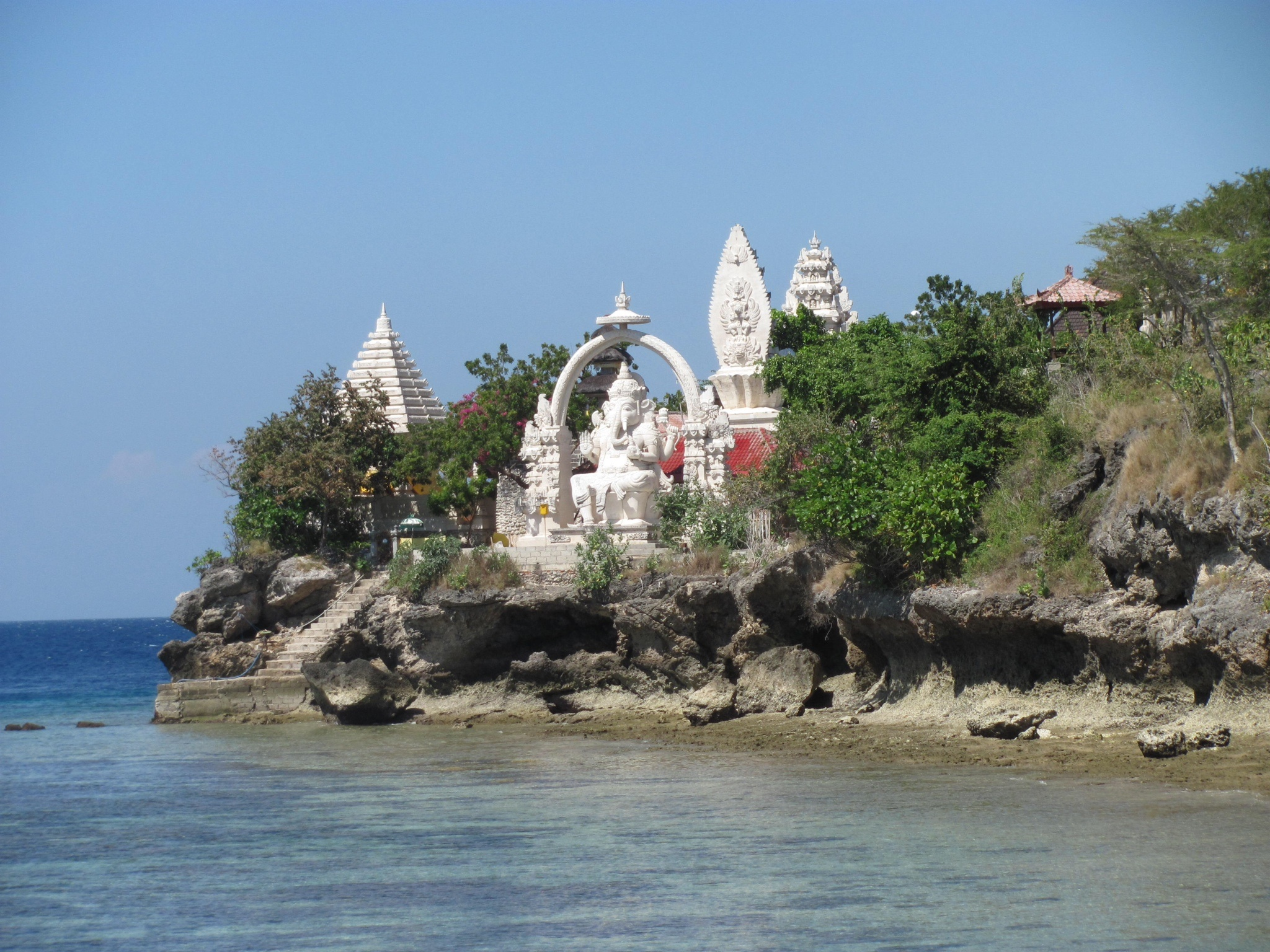
Прибывающих туристов встречает большая статуя бога Ганеши